# Westelijke Wei-dynastie
De Westelijke Weidynastie (Hanyu pinyin Xī Wèi, Traditioneel Chinees 西魏), met de hoofdstad Chang'an, ontstond in 534, als gevolg van de splitsing van de Noordelijke Weidynastie in west en oost. Het oostelijk deel werd de Oostelijke Weidynastie.
Na het overlijden van keizer Yuwen Tai in 556, dwong diens neef Yuwen Hu de nieuwe keizer tot troonsafstand, ten gunste van Yuwen Tai's zoon, Yuwen Jue. Hiermee werd in 557 de Westelijke Wei vervangen door de Noordelijke Zhou-dynastie.